# Second Helping
Second Helping — другий студійний альбом американської групи Lynyrd Skynyrd, який вийшов 15 квітня 1974 року.

## Композиції
1. Sweet Home Alabama – 4:43
2. I Need You – 6:55
3. Don't Ask Me No Questions – 3:26
4. Workin' for MCA – 4:49
5. The Ballad of Curtis Loew – 4:51
6. Swamp Music – 3:31
7. The Needle and the Spoon – 3:53
8. Call Me the Breeze – 5:09

## Чарти
| Чарти (1974)                       | Найвища позиція |
| ---------------------------------- | --------------- |
| Канада Canada Top Albums/CDs (RPM) | 9               |
| США Billboard 200                  | 12              |

## Сертифікації
| Регіон                                             | Сертифікація  | Продажі    |
| -------------------------------------------------- | ------------- | ---------- |
| США (RIAA)                                         | 2× Платиновий | 2 000 000^ |
| ^відвантаження, що базуються лише на сертифікаціях |               |            |